# José Beyaert
José Louis Beyaert (ur. 1 października 1925 w Lens, zm. 11 czerwca 2005 w La Rochelle) – francuski kolarz szosowy, dwukrotny medalista olimpijski.

## Kariera
Największe sukcesy w karierze José Beyaert osiągnął w 1948 roku, kiedy zdobył dwa medale podczas igrzysk olimpijskich w Londynie. Wspólnie z Alainem Moineau i Jacquesem Dupontem zdobył brązowy medal w drużynowym wyścigu ze startu wspólnego. W rywalizacji indywidualnej Beyaert okazał się najlepszy, wyprzedzając Holendra Gerrita Voortinga i Belga Lode Woutersa. Poza igrzyskami wygrał między innymi Grand Prix d’Isbergues i Paryż-Boulogne-sur-Mer w 1950 roku oraz triumfował w klasyfikacji generalnej Vuelta a Colombia w 1952 roku (wygrywając pięć etapów). Nigdy nie zdobył medalu na szosowych mistrzostwach świata. Startował w profesjonalnym peletonie w latach 1949–1953.

## Zwycięstwa
- 1948 – złoto i brąz na igrzyskach olimpijskich
- 1950 – Grand Prix d’Isbergues
- 1952 – pięć etapów i klasyfikacja generalna Vuelta a Colombia